# Бобылино
Бобылино — деревня в Талдомском районе Московской области России. Входит в состав сельского поселения Гуслевское. Население — 10 чел. (2010).

## География
Расположена в южной части района, примерно в 10 км к югу от центра города Талдома. Связана автобусным сообщением с платформой Власово Савёловского направления Московской железной дороги. Ближайшие населённые пункты — деревни Растовцы и Попадьино.

## Население
| 1859 | 1888 | 1926 | 2002 | 2006 | 2010 |
| ---- | ---- | ---- | ---- | ---- | ---- |
| 130  | ↗171 | ↗258 | ↘7   | ↗8   | ↗10  |

## История
В «Списке населённых мест» 1862 года Бобылино — казённая деревня 2-го стана Калязинского уезда Тверской губернии по правую сторону Дмитровского тракта, при колодце, в 78 верстах от уездного города, с 18 дворами и 130 жителями (64 мужчины, 66 женщин).
По данным 1888 года входила в состав Талдомской волости Калязинского уезда, проживал 171 человек (78 мужчин, 93 женщины).
Постановлением президиума ВЦИК от 15 августа 1921 года Талдомская волость была включена в состав образованного Ленинского уезда Московской губернии и стала называться Ленинской.
По материалам Всесоюзной переписи населения 1926 года — центр Бобылинского сельсовета Ленинской волости Ленинского уезда Московской губернии, проживало 258 жителей (123 мужчины, 135 женщин), насчитывалось 48 крестьянских хозяйств.
С 1929 года — населённый пункт в составе Ленинского района Кимрского округа Московской области, с 1930-го, в связи с упразднением округа, — в составе Талдомского района (ранее Ленинский район) Московской области.
До муниципальной реформы 2006 года — деревня Гуслевского сельского округа.